# Münzbrett

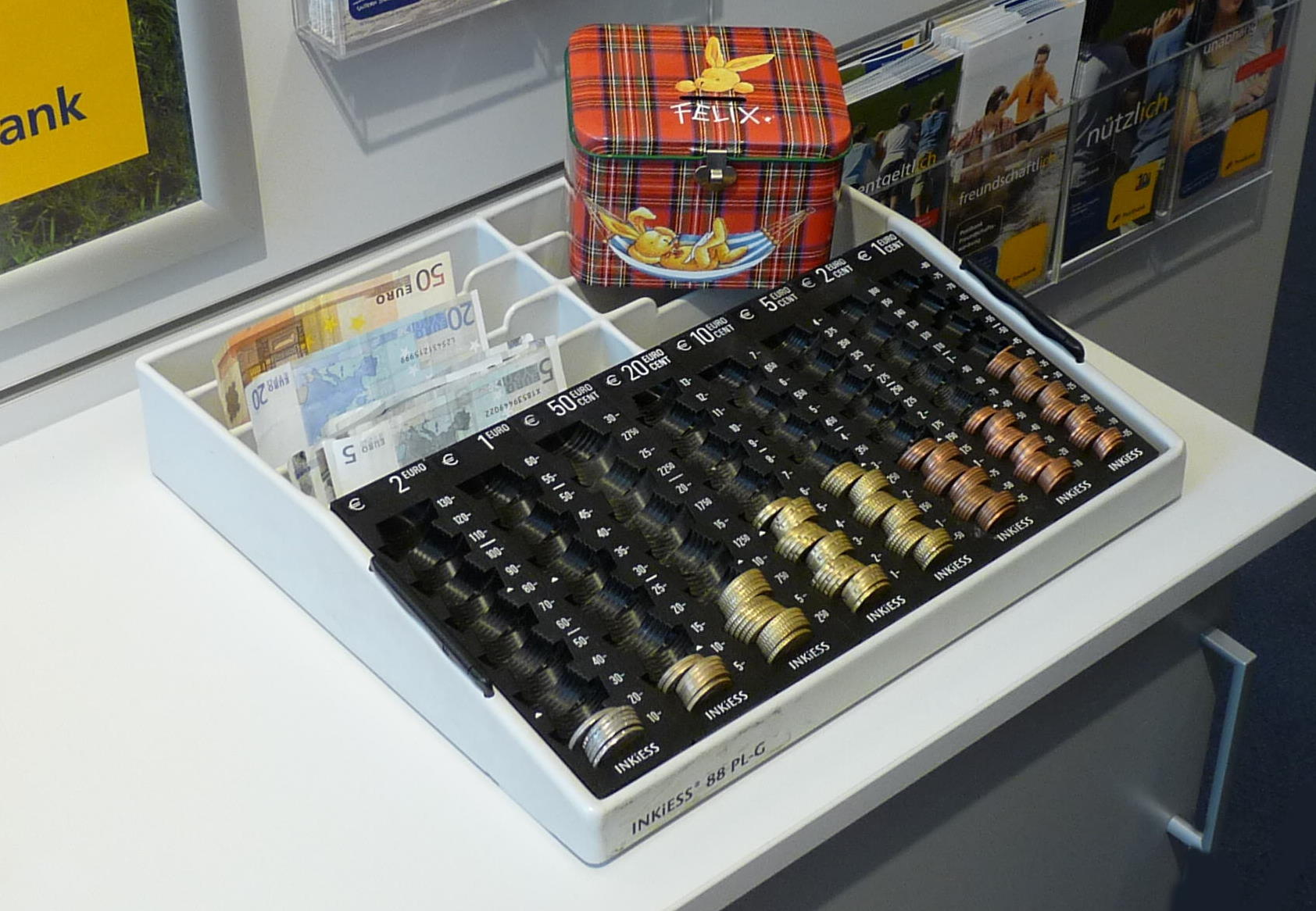
Ein mit Münzen gefülltes Zählbrett

Ein Münzbrett oder Zählbrett (auch Münzzählbrett) ist ein offener Kasten (»Brett«), in welchem Geldmünzen verschiedener Nennwerte und Größen sortiert werden können, wodurch Zählen und Berechnen des Gesamtwertes der Münzen vereinfacht werden. Auch unterstützen manche Münzbretter das händische Rollen von Münzgeld. Zur leichteren Übersicht gibt es oft leicht verschobene Abstufungen für je fünf Münzen mit der entsprechenden Wertskala an der linken oder rechten Seite. Häufig kommen Münzbretter an Verkaufsorten zum Einsatz, bei denen der Einsatz von stationären Registrierkassen nicht möglich oder sinnvoll ist. Beispiele hierfür sind der Flohmarktverkauf, gewerbliche Imbissstände, oder der Verkauf von Speisen und Getränken auf Vereinsfesten. Da Münzbretter durch ihre Bauform nur das Aufnehmen von Hartgeld unterstützen, werden sie zumeist in Verbindung mit Geldkassetten eingesetzt, welche die sichere Aufbewahrung von Geldscheinen gewährleisten. 